# Paraheterorhabdus robustus
Paraheterorhabdus robustus är en kräftdjursart som först beskrevs av Farran 1908.  Paraheterorhabdus robustus ingår i släktet Paraheterorhabdus och familjen Heterorhabdidae. Inga underarter finns listade i Catalogue of Life.